# Holly Walsh
Holly Dione Walsh (født 8. november 1980) er en engelsk komiker og komedieforfatter.
Hun har deltaget i tv-programmer som Edinburgh & Beyond på Paramount Comedy Channel, The Late Edition, The Matt Lucas Awards, Mock the Week, QI, og Would I Lie to You?.
Hun modtog prisen som Best Newcomer ved Chortle Awards i 2008.